# Dimebag Darrell
Darrell Lance Abbott (n. 20 august 1966, Texas, SUA – d. 8 decembrie 2004, Alrosa Villa⁠(d), Ohio, SUA), cunoscut ca și Diamond Darrell și Dimebag Darrell, a fost un chitarist american cunoscut mai ales ca membru fondator al formațiilor Pantera și Damageplan, alături de fratele său Vinnie Paul. Dimebag Darrell este considerat a fi unul din reprezentanții de bază al genului groove metal.
Abbott a fost împușcat și ucis de către un bărbat înarmat în timp ce cânta pe scenă la un concert al formației Damageplan pe 8 decembrie 2004, la Alrosa Villa în Columbus, Ohio. El s-a clasat pe locul #92 în topul „celor mai buni 100 de chitariști” publicat de revista Rolling Stone și pe locul #1 în revista britanică Metal Hammer.

## Tinerețe
Abbott s-a născut în Arlington, Texas, la 20 august 1966, fiul lui Carolyn și Jerry Abbott, muzician și producător de țară. A luat lecții de chitară la vârsta de 12 ani, primul său fiind Hondo în stil Les Paul, împreună cu un mic amplificator pe care l-a primit cadou de ziua lui. La vârsta de 14 ani, Abbott a intrat într-o bandă de casete cântând într-un concurs de chitară din Dallas. Banda sa a fost selectată, de la peste 150 de intrări, pentru a fi în top 15. Fiecare finalist a fost invitat la Ballroom Agora din Dallas pentru a cânta pentru premiul mare, un nou Dean ML. Mama lui Abbott a trebuit să-l însoțească în club pentru că nu era destul de matur ca să poată intra. Un Darrell tăcut, aproape timid a câștigat cu ușurință evenimentul. Luni mai tarziu, când concursul a inceput din nou, Darrell a intrat și a câștigat din nou acel concurs, cauzând sponsorii concursului să-i ceară să nu mai intre data viitoare, astfel încât altcineva să câștige. Apoi a vândut chitara Dean ML la luthierul Buddy Blaze, care a instalat un pod Floyd Rose și a înscris-o cu vopseaua lui Abbott pentru semnatura fulgerului; Blaze a returnat-o câțiva ani mai târziu. În mod coincidențial, tatăl său a cumpărat și el un Dean ML dimineața înainte de prima competiție, dar avea în schimb un finisaj de soare de cireșe. Abbott s-a întâlnit cu iubita de mult timp, Rita Haney, la o vârstă fragedă, pe când era în clasa a treia.

## Cariera muzicală

### Pantera
Abbott a format trupa Pantera în anul 1981 cu fratele său Vinnie Paul. După formare, Abbott a venit cu numele "Diamond Darrell". Trupa a fost influențată de formații de thrash metal cum ar fi: Slayer, Megadeth, Venom și Metallica precum și de trupe de traditional metal ca: Black Sabbath, Iron Maiden, Motörhead și Judas Priest. Cu Rex Brown la chitară bas și Terry Glaze ca vocalist, Pantera a lansat trei albume, "Metal Magic" (1983), "Project in the Jungle" (1984) și "I Am the Night" (1985).
La scurt timp după ce cântărețul Phil Anselmo s-a alăturat trupei Pantera, Darrell a fost invitat de Dave Mustaine să se alăture trupei Megadeth. Darrell era dispus să se alăture, doar cu condiția ca Mustaine să îl angajeze și pe fratele său Vinnie la baterie. În timp ce Mustaine îl avea încă pe baterie|bateristul Chuck Behler, Darrell a decis să rămână la Pantera. Cu Anselmo ca vocalist, Pantera a lansat al patrulea album, "Power Metal", în anul 1988.
Pantera va continua să devină un fondator cheie al subgen-ului post-thrash a metalului "groove". În 1990, Pantera a lansat al cincilea album, "Cowboys from Hell", care s-a dovedit a fi un punct crucial de cotitură către un succes major. Stilul "groove" al lui Pantera a avut loc la lansarea celui de-al șaselea album, "Vulgar Display of Power", lansat pe 25 februarie 1992, unde s-a văzut înlocuirea vocilor de putere falsetto cu o critică de hardcore și un sunet mai puternic de chitară. Succesul lui Pantera a crescut până la așteptări și mai bune când a fost lansat al șaptelea album, "Far Beyond Driven", în 1994. 
Abbott, care a fost listat pe toate albumele anterioare sub numele de "Diamond Darrell", a fost listat ca "Dimebag Darrell". În noaptea dinaintea apariției în direct a lui Pantera la Monstrii Rock din parcul Donington din Anglia, frații Abbott s-au implicat în altercații la un club local cu jurnaliștii din revistele Kerrang! și Raw. În ciuda succesului recent, au existat tensiuni între membrii trupei, în mare parte datorită abuzului de droguri agresiv al lui Phil Anselmo. În 1996, Pantera a lansat al optulea album, "The Great Southern Trendkill". În anul 2000, formația a lansat un nou album de studio, fiind și ultimul, "Reinventing the Steel". 
În 2001, grupul a ieșit pe hiatus, timp în care Anselmo a lucrat la proiecte secundare, cum ar fi Superjoint Ritual și Down. Acest lucru a provocat o ruptură în cadrul trupei, deoarece frații Abbott au fost așteptați ca Anselmo să devină disponibil pentru a lucra cu ei din nou. Pierzându-și răbdarea cu Anselmo, Pantera a fost desființată oficial în anul 2003.

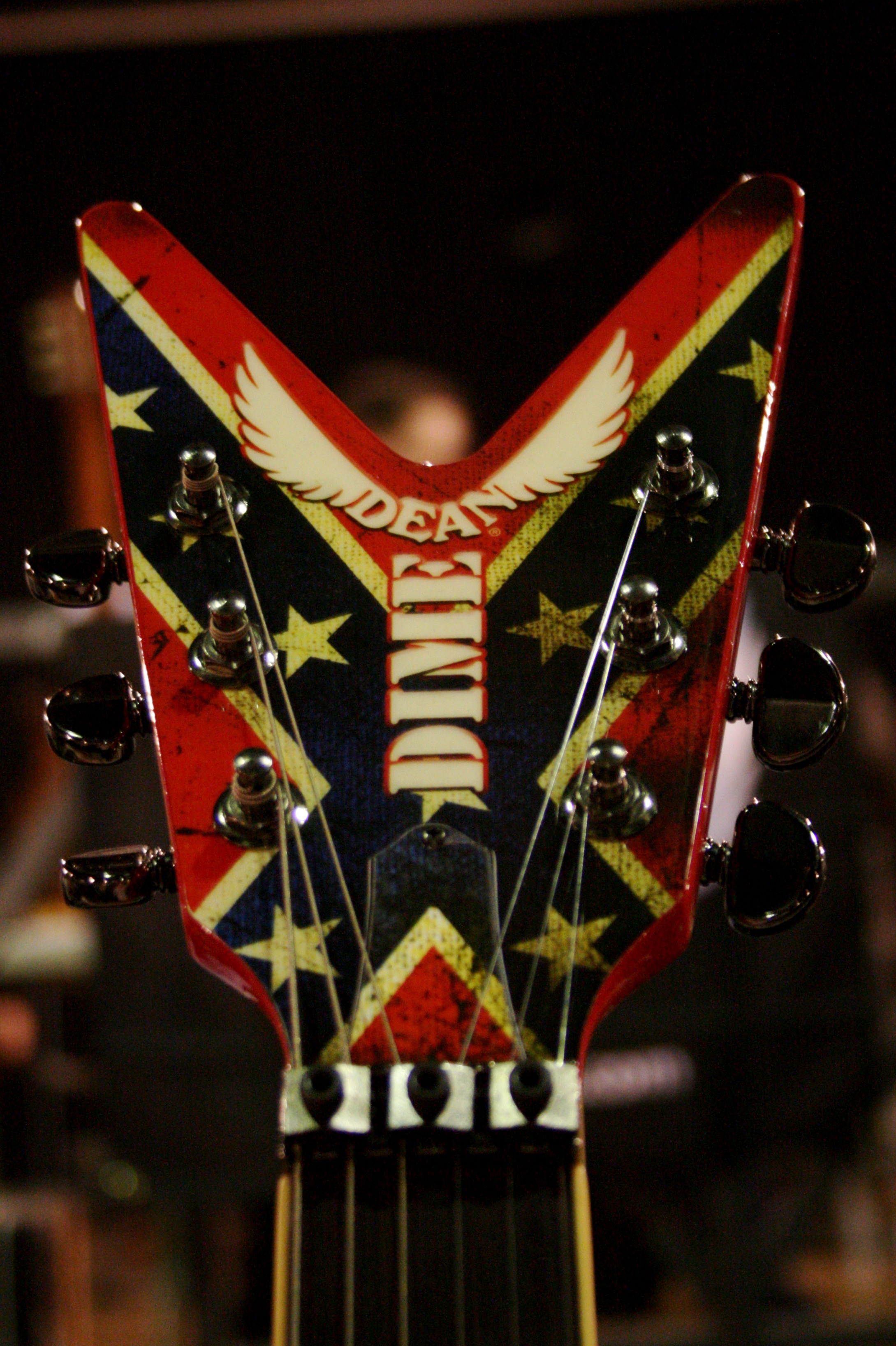
Semnătura lui Dimebag Darrell pe chitară

### Damageplan
După un an, frații Abbott au fondat o nouă trupă numită "Damageplan", o trupă de heavy metal, care a continuat să apară în sunetul metalic cu caneluri în stil Pantera. Ei au recrutat fostul chitarist al lui Halfard, Pat Lachman, ca vocalist, iar Bob Zilla la chitară bas. Damageplan a lansat primul și singurul său album de studio, "New Found Power", în Statele Unite pe 10 februarie 2004, care a debutat pe locul 38 în Billboard 200, vânzând 44.676 de exemplare în prima sa săptămână. În cântecul Ashes to Ashes, colaborarea cu chitaristul / vocalistul din Alice in Chains, Jerry Cantrell, nu a fost finalizată la timp pentru a fi prezentat pe album, dar a fost prezentat pe coloana sonoră a filmului "The Punisher" din 2004 și a fost o piesă bonus pe versiunea japoneză a "New Found Power".
Când scriea muzică pentru noua tripă, Dimebag a spus că: "vrem să ne întindem și să extindem capabilitățile noastre la maximum".
Într-un interviu din 2016 cu Loudwire, Vinnie Paul a dezvăluit că există 5 piese nedegradate Damageplan care au fost destinate celui de-al doilea album al trupei care urma să fie lansat în anul 2005, doar că piesele nu au voce, doar Vinnie și Darrell cântă în ele. Vinnie a spus că nu știe ce să facă cu piesele astea, dar se gândea adesea la câțiva cântăreți preferați ai lui Dimebag, cum ar fi Rob Halford din Judas Priest și Chris Cornell de la Soundgarden, pentru a inregistra vocile pentru melodii, dar el nu a avut timp sa înregistreze, pentru că el s-a concentrat mai mult asupra trupei sale Hellyeah.

### Alte proiecte
În 1992, Pantera a colaborat cu Rob Halford (de la Judas Priest) pentru o piesă numită "Light Comes Out of Black". Darrell a cântat toate piesele de chitară, Rex Brown a cântat la chitară bas, Vinnie Paul la baterie, Rob Halford fiind lider vocal, iar Phil Anselmo sprijin vocal. Acest cântec a fost lansat pe coloana sonoră din filmul "Buffy the Vampire Slayer" în data de 28 iulie 1992. În 1996, Darrell a contribuit la piesa lui Ace Frehley, "Fractured Mirror" din albumul lui Ace de tribut, "Spacewalk: A Salute To Ace Frehley". Apoi, în anul 1997, a fost lansat un nou album de tribut pentru Ace Frehley numit, "Return Of The Comet: A Tribute to Ace Frehley". Frații Abbott acopereau melodia "Snowblind" a lui Ace în melodia 7. Pe parcursul anului 1996 și fondarea lui Damageplan, frații Abbott și basistul Pantera Rex Brown s-au alăturat cu cântărețul, David Allan Coe, pentru un proiect numit Rebel Meets Rebel. Albumul a fost lansat pe 2 mai 2006 în casa de producție al lui Vinnie, Big Vin Records.
Darrell a cântat solo-uri de chitară pe câteva melodii Anthrax în timpul erei John Bush: "King Size" și "Riding Shotgun" din "Stomp 442", "Inside Out" și "Birth Idiot" din "Volume 8: The Threat Is Real",  "Strap It On" și "Cadillac Rock Box" (cu o introducere vocală al lui Dimebag) din "We've Come For You All". Într-un interviu, basistul Anthrax, Frank Bello, a spus: "Darrell a fost în principal al șaselea membru al Anthrax". Abbott a interpretat, de asemenea, un solo pe piesa cu titlul "King Diamond" din albumul "Voodoo". Un eșantion de la un solo de chitară al lui Abbott a fost folosit în cântecul lui Nickelback, "Side of a Bullet", iar el a cântat, de asemenea, chitara pe coperta lui Nickelback, "Saturday Night's Alright for Fighting", alături de Kid Rock.
În 1999, Pantera a înregistrat o melodie tematică pentru echipa lor favorită de hochei pe gheață, Dallas Stars, numită "Puck-Off". Cântecul a fost lansat în 2003 în albumul "Dallas Stars: Greatest Hits". În 2000, Darrell a cântat solia de chitară pe Believer pentru noul album Randy Rhoads tribut. Vocalele au fost de Sebastian Bach, chitarele de ritm ale lui Kane Roberts, baterie de Michael Cartellone și bas de Mike Bringardello. Aceasta a fost singura melodie pe care Darrell a contribuit la acest album.
Cu puțin timp înainte de moartea lui Darrell, a intrat în studio cu o formație cunoscută sub numele de Premenishen, pentru a face un solo invitat pe o piesa intitulată "Eyes of the South". Darrell a fost, de asemenea, confirmat ca fiind unul dintre chitariștii originali pentru Liquid Tension Experiment de Mike Portnoy. Dar rădăcinile muzicale ale lui Darrell erau în muzica occidentală; el a susținut scena muzicală locală din Dallas și, uneori, a înregistrat cu muzicieni locali. A cântat într-o trupă de țară numită Rebel Meets Rebel cu interpretul de țară, David Allan Coe.
În decembrie 2006, a fost descoperită o piesă rară despre una dintre colaborările sale. Darrell a participat la o sesiune de inregistrari cu muzicianul local "Dalton Throbbin" Rodd si a inregistrat "Whores Transvestite Western Country". Acesta include pe Dimebag la chitară șu vocea de plumb. Darrell și fratele său, Vinnie Paul, împreuna cu Rex Brown (în timpul epocii Pantera) și Bob Zilla (era Damageplan) au interpretat în fiecare an la petrecerea de Anul Nou sub numele de "Gasoline", inițial numele unui grup cu Dimebag și Vinnie plus Thurber T. Mingus de la Pumpjack. Stroker din Pumpjack a cântat, de asemenea, cu benzină în mai multe ocazii.
Dimebag, Vinnie și Rex au înregistrat și o melodie de la ZZ Top, "Heard It on the X" sub numele de formație "Tres Diablos" pentru coloana sonoră a ECW "Sound Extreme Music". În 2012, o piesă "Twisted", lansată anterior, cu Dimebag pe vocal și chitară, a fost utilizată într-un videoclip promoțional pentru "Dimebag Tribute Skateboard" de la Elephant Brand Skateboards.

## Moartea

Panglică neagră în memoria lui Dimebag Darrell

Pe 8 decembrie 2004, Damageplan se afla în mijlocul turneului Devastation Across The Nation, unde formația a fost prezentată la Villa Alrosa, un club de noapte mare din Columbus, Ohio. O mulțime de 250 de oameni au vizionat patru acte de sprijin (două trupe locale numite Volume Dealer și 12 Gauge, iar turneul sprijină Shadows Fall și The Haunted). Momentul atacului lui Damageplan, Marine Nathan Gale, în vârstă de 25 de ani, a sărit pe scenă, și-a scos arma (Beretta M9 de 9 mm) și l-a împușcat pe Darrell în cap de cinci ori. A fost declarat mort pe scena. Unii dintre spectactori credeau inițial că atacul face parte din actul respectiv, dar, după ce Gale a continuat să tragă, publicul a ajuns repede la concluzia că evenimentul nu a fost pus în scenă. Făcând un total de 15 împușcături, Gale a ucis alte trei persoane și a rănit șapte persoane.
Jeff "Mayhem" Thompson, omul de securitate al trupei, a fost ucis încercând să-l supună pe Gale. Angajatul Alrosa Villa Erin Halk a fost de asemenea ucis. Membru al publicului, Nathan Bray, a fost ucis în timp ce încerca să efectueze CPR asupra lui Darrell și Thompson. Se zvonea că un membru al mulțimii a sărit în fața făptuitorului, salvând viețile câtorva membri ai trupei. Tehnicianul tamburului, John "Kat" Brooks, a fost împușcat de trei ori în timp ce încerca să-l dezarmeze pe Gale, dar a fost suprasolicitat și a fost luat ostatic într-o capcană. Managerul turneului Chris Paluska a fost de asemenea rănit în acest atac.
Răspunzând în decurs de trei minute unui apel de expediere făcut la ora 22:15, șapte ofițeri de poliție au intrat prin intrarea din față și s-au mutat spre scenă. Ofițerul James Niggemeyer a intrat prin ușa din spate, în spatele scenei. Gale a văzut doar ofițerii din fața scenei, dar nu l-a văzut pe Niggemeyer, care a fost înarmat cu o pușcă Remington 870 de calibru 12, apropiindu-l de partea opusă a scenei, după un grup de paznici de securitate. Văzându-i pe Gale să-și ridice arma la capul lui Brooks, Niggemeyer a tras o singură dată, împușcându-l pe Gale în față de opt ori, ucigându-l instantaneu. Gale a fost găsit să fi avut 35 de runde de muniție rămase.
Doi fani, inclusiv Mindy Reece, o asistentă medicală înregistrată, au administrat CPR pe Darrell până când au sosit paramedicii, dar nu au putut să-l reînvie și a fost declarat mort pe scenă. Speculațiile premergătoare despre un anumit motiv pentru care a înfăptuit atacul, au sugerat că Gale, care a fost odată un fan al Panterei, s-ar fi putut transforma în violență ca răspuns la dezmembrarea formației sau la disputa publică dintre Darrell și Anselmo, dar acestea au fost mai târziu anulate de către anchetatori. În documentarul lui VH1, În spatele muzicii, inginerul de sunet al lui Damageplan, Aaron Barnes, a declarat că, tot timpul, după atacul lui Dimebag, Gale îl căuta pe Vinnie, probabil intenționând să-l ucidă. O altă presupunere era aceea că Gale credea că Darrell a furat o melodie pe care el a scris-o. Cu aproximativ 6 luni înainte de atac, Gale a intrat într-o altercație la un concert Damageplan din Cincinnati, în care a deteriorat echipamentele de 5.000 de dolari și a trebuit să fie scos din scenă. Darrell este îngropat alături de mama sa Carolyn și de fratele Vinnie de la Cimitirul Moore Memorial Gardens din Arlington, Texas.

## Discografie

### Cu Anthrax
- Stomp 442 (1995)
- Volume 8: The Threat Is Real (1998)
- Inside Out EP (1998)
- We've Come for You All (2003)

### Cu Damageplan
- Devastation Sampler (2003)
- New Found Power (2004)

### Cu Pantera
Abbott a înregistrat o serie de albume, EP-uri, single-uri și videoclipuri, inclusiv:
- Power Metal (1988)
- Cowboys from Hell (1990)
- Vulgar Display of Power (1992)
- Hostile Moments (1994).

El a mai înregistrat muzică sub numele său, inclusiv "Country Western Transvestite Whore" și cântecul Caged in a Rage, de pe coloana sonoră a filmului din 1996, Supercop. De asemenea, a mai înregistrat un album de muzică countru cu David Allen Coe intitulat "Rebel Meets Rebel" (2006).